# Бригантина (кінофестиваль)
«Бригантина» — міжнародний кінофестиваль, що проходив з 1998 до 2014 року в Бердянську. Фестиваль тимчасово припинений через анексію Криму та війну на сході України. У серпні 2015 року міжнародний кінофестиваль «Бригантина», за підтримки Держкіно України, з метою розвитку дитячого кіно в Україні та популяризації національного кінематографа заснував дитячий кінофестиваль «Золотий ключик», основними учасниками якого виступили діти, які знімалися в аматорських короткометражних стрічках.

## Нагороди фестивалю
Приз за найкращий художній фільм;
- 2013 — «Сибір. Монамур», режисер В'ячеслав Росс[1]

Приз за найкращу режисерську роботу;
- 2004 — Олесь Янчук, «Залізна сотня»
- 2007 — Валеріу Жерегі, «Римується з коханням»
- 2010 — Анатолій Матешко, «Двоє»
- 2013 — Олег Туранський, «Лекції для домогосподарок»[1]

Приз за найкращу операторську роботу;
- 2002 — Богдан Вержбицький, «Шум вітру»
- 2004 — Віталій Зимовець, «Залізна сотня»

Приз за найкращий сценарій
- 2013 — Євген Шишкін, «А життя триває»[1]

Приз за найкращу головну чоловічу роль;
- 2007 — Василь Баша, «Інше життя, або втеча з того світу».
- 2013 — Йоанна Моро, «Анна Герман»[1]

Приз за найкращу головну жіночу роль;
- 2002 — Чулпан Хаматова, «Левова частка»
- 2013 — Валентина Пугачова, «Історії графомана»[1]

Приз за найкращий режисерський дебют;
- 2006 — Марія Маханько, «Шахраї»
- 2007 — Олексій Попогребський, «Прості речі»

Приз за найкращу чоловіча роль другого плану;
- 2002 — Георгій Хостікоєв, «Атлантида»
- 2003 — Анатолій Кот, «Анастасія Слуцька»
- 2008 — Віктор Журба, «Богдан-Зиновій Хмельницький»

Приз за найкращу жіноча роль другого плану;
- 2007 — Наталія Бузько, «Два в одному»

Приз за найкращу епізодична роль;
- 2001 — Михайло Єфремов, «Свято»
- 2003 — Лідія Федосєєва-Шукшина, «Інтимне життя Севастіана Бахова»

Приз за найкращий дебют.
- 2009 — Валерій Ямбурський, «День переможених»

### Спеціальні призи
Приз глядацьких симпатій.
- 2004 — Ігор Бочкин, «Дунечка»

Спеціальні призи журі.